# Município de Turnbull (condado de Bladen, Carolina do Norte)
Localização da Carolina do Norte nos E.U.A.
O município de Turnbull (em inglês: Turnbull Township) é um localização localizado no  condado de Bladen no estado estadounidense da Carolina do Norte.

## Geografia
O município de Turnbull encontra-se localizado nas coordenadas 34° 47′ 49,41″ N, 78° 35′ 31,87″ O.